# Paul McNulty (Jurist)

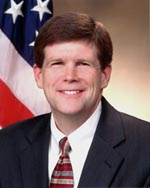
Paul McNulty

Paul J. McNulty (* 31. Januar 1958 in Pittsburgh, Pennsylvania) ist ein US-amerikanischer Jurist, der zeitweise stellvertretender US Attorney General war.

## Leben
Nach dem Besuch der Baldwin High School in Whitehall studierte er zwischen 1976 und 1990 am Grove City College und erwarb dort einen Bachelor of Arts. Ein anschließendes Studium der Rechtswissenschaften an der Law School der Capital University beendete er 1983 mit einem Juris Doctor.
Im Anschluss war er nach seiner anwaltlichen Zulassung im Bundesstaat Pennsylvania zuerst von 1983 bis 1985 Rechtsberater des Ethikausschusses im US-Repräsentantenhaus (House Committee on Standards of Official Conduct) und danach zwischen 1985 und 1987 Direktor für juristische Dienste der Legal Services Corporation. 1987 kehrte er zum US-Repräsentantenhaus zurück und war in diesem Rechtsberater der republikanischen Minderheitsfraktion im Unterausschuss für Strafrecht. Danach wurde McNulty 1990 Mitarbeiter im US-Justizministerium und war dort bis 1993 Politischer Direktor und Ministeriumssprecher.
Mit dem Ende der Amtszeit von US-Präsident George Bush schied er 1993 aus dem Regierungsdienst aus und wurde Berater der Anwaltskanzlei Shaw, Pittman, Potts & Trowbridge. 1995 wurde er wieder Mitarbeiter im US-Repräsentantenhaus und zwar zuerst als Chefrechtsberater des Unterausschusses für Strafrecht und anschließend bis 1998 als Sprecher des Justizausschusses (House Committee on the Judiciary). Im Anschluss war er zwischen 1999 und 2001 Chefrechtsberater und Direktor für Legislativoperationen von Dick Armey, dem langjährigen Kongressabgeordneten für Texas und damaligen Führer der republikanischen Mehrheitsfraktion im US-Repräsentantenhaus.
Nach einer kurzen Tätigkeit als US Principal Associate Deputy Attorney General im US-Justizministerium im Jahr 2001 war er von 2001 bis 2005 als Nachfolger von Kenneth E. Melson Bundesstaatsanwalt im östlichen Bezirk von Virginia. Danach war McNulty zunächst seit November 2005 kommissarischer Amtsinhaber sowie dann zwischen März 2006 und Mai 2007 als US Deputy Attorney General stellvertretender Justizminister der Regierung von Präsident George W. Bush. Im Mai 2007 trat er von diesem Amt zurück, wobei er in einer Presseerklärung mitteilte, dass dieser Schritt nichts mit der vorherigen Entlassung von neun US Attorneys im Dezember 2006 zu tun gehabt hätte.
Seit Juli 2007 ist er Partner von Baker & McKenzie, einer der führenden internationalen Anwaltskanzleien im Bereich des Wirtschaftsrechts, die eine der größten Sozietäten der Welt ist.